# Il Popolo romano
Il Popolo romano fu un quotidiano politico edito a Roma a partire dal 1873. Fondato da Leone Fortis, fu acquistato due anni più tardi da Costanzo Chauvet, che ne fu direttore fino alla morte, avvenuta nel 1919. Nel 1922 il giornale cessò le pubblicazioni. L'ultimo direttore fu Olindo Bitetti.

## Direttore
- Leone Fortis (1873-1875);
- Costanzo Chauvet (1875-1919);
- Olindo Bitetti (1919-1922);